# Barbara Potter
Barbara Potter (Waterbury, 22 oktober 1961) is een voormalig Amerikaans tennisspeelster.

## Loopbaan
Haar beste prestatie was op het US Open van 1982 – bij het damesdubbelspeltoernooi bereikte zij de finale met Sharon Walsh. Datzelfde jaar speelde zij met haar landgenoot Ferdi Taygan in de finale van het gemengd dubbelspel van het US Open, net als een jaar later in 1983.
Tweemaal, in 1982 en 1984, vertegenwoordigde zij haar vaderland op de Wightman Cup in Londen – zij versloegen de Britse opponentes met grote cijfers.
Zij speelde eenmaal (in 1988) voor Amerika op de Fed Cup, een partij die zij won van de Zwitserse Eva Krapl.

## Posities op deWTA-ranglijst
Positie per einde seizoen:
| jaar | rang enkelspel | rang dubbelspel |
| ---- | -------------- | --------------- |
| 1978 | 62             | –               |
| 1979 | 47             | –               |
| 1980 | 25             | –               |
| 1981 | 10             | –               |
| 1982 | 8              | –               |
| 1983 | 24             | –               |
| 1984 | 12             | –               |
| 1985 | 17             | –               |
| 1986 | 26             | 25              |
| 1987 | 12             | 26              |
| 1988 | 10             | 51              |
| 1989 | 106            | 364             |

## Palmares
| Legenda                |
| ---------------------- |
| Grandslamtoernooi      |
| Olympische Spelen      |
| Year-End Championships |
| Tier I                 |
| Tier II                |
| Tier III               |
| Tier IV & V            |

### WTA-finaleplaatsen enkelspel
| nr.              | finale     | toernooi         | ondergrond    | tegenstandster      | score         |
| ---------------- | ---------- | ---------------- | ------------- | ------------------- | ------------- |
| gewonnen finales |            |                  |               |                     |               |
| 1.               | 1979-02-04 | WTA Toronto      | hardcourt (i) | Bettina Bunge       | 6-1, 6-4      |
| 2.               | 1982-01-17 | WTA Cincinnati   | tapijt (i)    | Bettina Bunge       | 6-4, 7-6      |
| 3.               | 1982-10-03 | WTA Philadelphia | tapijt (i)    | Pam Shriver         | 6-4, 6-2      |
| 4.               | 1985-08-25 | WTA Monticello   | hardcourt     | Helen Kelesi        | 4-6, 6-3, 6-2 |
| 5.               | 1987-02-08 | WTA Wichita      | tapijt (i)    | Larisa Savtsjenko   | 7-6, 7-6      |
| 6.               | 1988-08-07 | WTA Cincinnati   | hardcourt     | Helen Kelesi        | 6-2, 6-2      |
| verloren finales |            |                  |               |                     |               |
| 1.               | 1980-01-19 | WTA Las Vegas    | hardcourt (i) | Andrea Jaeger       | 6-7, 6-4, 1-6 |
| 2.               | 1981-03-01 | WTA Seattle      | tapijt (i)    | Sylvia Hanika       | 2-6, 4-6      |
| 3.               | 1982-02-14 | WTA Kansas City  | tapijt (i)    | Martina Navrátilová | 2-6, 2-6      |
| 4.               | 1982-09-19 | WTA Tokio        | hardcourt     | Bettina Bunge       | 6-7, 2-6      |
| 5.               | 1983-06-05 | WTA Beckenham    | gras          | Billie Jean King    | 4-6, 3-6      |
| 6.               | 1984-02-12 | WTA Chicago      | tapijt (i)    | Pam Shriver         | 6-7, 6-2, 3-6 |
| 7.               | 1987-03-29 | WTA Washington   | tapijt (i)    | Hana Mandlíková     | 4-6, 2-6      |
| 8.               | 1988-07-17 | WTA Newport (VS) | gras          | Lori McNeil         | 4-6, 6-4, 3-6 |
| 9.               | 1989-02-26 | WTA Wichita      | hardcourt (i) | Amy Frazier         | 6-4, 4-6, 0-6 |

### WTA-finaleplaatsen dubbelspel
| nr.                                 | finale     | toernooi            | ondergrond    | partner           | tegenstandsters                      | score         |         |
| ----------------------------------- | ---------- | ------------------- | ------------- | ----------------- | ------------------------------------ | ------------- | ------- |
| gewonnen finales vrouwendubbelspel  |            |                     |               |                   |                                      |               |         |
| 1.                                  | 1980-01-19 | WTA Las Vegas       | hardcourt (i) | Kay McDaniel      | Diane Desfor Barbara Jordan          | 4-6, 7-6, 6-4 |         |
| 2.                                  | 1980-09-28 | WTA Atlanta         | tapijt (i)    | Sharon Walsh      | Kathy Jordan Anne Smith              | 6-3, 6-1      |         |
| 3.                                  | 1980-12-21 | WTA Tucson          | tapijt (i)    | Leslie Allen      | Mary-Lou Piatek Wendy White          | 7-6, 6-0      |         |
| 4.                                  | 1981-01-18 | WTA Kansas City     | tapijt (i)    | Sharon Walsh      | Rosie Casals Wendy Turnbull          | 6-2, 7-6      |         |
| 5.                                  | 1981-03-22 | WTA Boston          | tapijt (i)    | Sharon Walsh      | JoAnne Russell Virginia Ruzici       | 6-7, 6-4, 6-3 |         |
| 6.                                  | 1981-10-25 | WTA Brighton        | tapijt (i)    | Anne Smith        | Mima Jaušovec Pam Shriver            | 6-7, 6-3, 6-4 |         |
| 7.                                  | 1981-11-22 | WTA Perth           | gras          | Sharon Walsh      | Betsy Nagelsen Candy Reynolds        | 6-4, 6-2      |         |
| 8.                                  | 1982-02-14 | WTA Kansas City     | tapijt (i)    | Sharon Walsh      | Mary-Lou Piatek Anne Smith           | 4-6, 6-2, 6-2 |         |
| 9.                                  | 1982-02-28 | WTA Oakland         | tapijt (i)    | Sharon Walsh      | Kathy Jordan Pam Shriver             | 6-1, 3-6, 7-6 |         |
| 10.                                 | 1982-08-29 | WTA Mahwah          | hardcourt     | Sharon Walsh      | Rosie Casals Wendy Turnbull          | 6-1, 6-4      |         |
| 11.                                 | 1982-10-10 | WTA Deerfield Beach | hardcourt     | Sharon Walsh      | Rosie Casals Wendy Turnbull          | 7-6, 7-6      |         |
| 12.                                 | 1983-02-06 | WTA Palm Beach      | gravel        | Sharon Walsh      | Kathy Jordan Paula Smith             | 6-4, 4-6, 6-2 |         |
| 13.                                 | 1983-07-17 | WTA Newport (VS)    | gras          | Pam Shriver       | Barbara Jordan Elizabeth Sayers      | 6-3, 6-1      |         |
| 14.                                 | 1983-10-09 | WTA Detroit         | tapijt (i)    | Kathy Jordan      | Rosie Casals Wendy Turnbull          | 6-4, 6-1      |         |
| 15.                                 | 1984-01-08 | WTA Washington      | tapijt (i)    | Sharon Walsh      | Leslie Allen Anne White              | 6-1, 6-7, 6-2 |         |
| 16.                                 | 1984-04-01 | WTA Boston          | tapijt (i)    | Sharon Walsh      | Andrea Leand Mary-Lou Piatek         | 7-6, 6-0      |         |
| 17.                                 | 1985-03-17 | WTA Dallas          | tapijt (i)    | Sharon Walsh      | Marcella Mesker Pascale Paradis      | 5-7, 6-4, 7-6 |         |
| 18.                                 | 1986-04-03 | WTA Nashville       | tapijt (i)    | Pam Shriver       | Kathy Jordan Elizabeth Smylie        | 6-4, 6-3      | details |
| 19.                                 | 1988-07-17 | WTA Newport (VS)    | gras          | Rosalyn Fairbank  | Gigi Fernández Lori McNeil           | 6-4, 6-3      |         |
| verloren finales vrouwendubbelspel  |            |                     |               |                   |                                      |               |         |
| 1.                                  | 1978-08-27 | WTA Mahwah          | hardcourt     | Pam Whytcross     | Ilana Kloss Marise Kruger            | 3-6, 1-6      |         |
| 2.                                  | 1981-02-01 | WTA Chicago         | tapijt (i)    | Sharon Walsh      | Martina Navrátilová Pam Shriver      | 3-6, 1-6      |         |
| 3.                                  | 1981-03-29 | WTA Championships   | tapijt (i)    | Sharon Walsh      | Martina Navrátilová Pam Shriver      | 0-6, 6-7      |         |
| 4.                                  | 1981-05-10 | WTA Tokio           | tapijt (i)    | Sharon Walsh      | Sue Barker Ann Kiyomura              | 5-7, 2-6      | details |
| 5.                                  | 1981-11-01 | WTA Filderstadt     | hardcourt (i) | Anne Smith        | Mima Jaušovec Martina Navrátilová    | 4-6, 1-6      |         |
| 6.                                  | 1982-03-07 | WTA Los Angeles     | tapijt (i)    | Sharon Walsh      | Kathy Jordan Anne Smith              | 3-6, 5-7      |         |
| 7.                                  | 1982-04-25 | WTA Amelia Island   | gravel        | Sharon Walsh      | Leslie Allen Mima Jaušovec           | 1-6, 5-7      |         |
| 8.                                  | 1982-08-22 | WTA Montreal        | hardcourt     | Sharon Walsh      | Martina Navrátilová Candy Reynolds   | 4-6, 4-6      |         |
| 9.                                  | 1982-09-12 | US Open             | hardcourt     | Sharon Walsh      | Rosie Casals Wendy Turnbull          | 4-6, 4-6      | details |
| 10.                                 | 1982-10-03 | WTA Philadelphia    | tapijt (i)    | Sharon Walsh      | Rosie Casals Wendy Turnbull          | 6-3, 6-7, 4-6 |         |
| 11.                                 | 1982-10-31 | WTA Brighton        | tapijt (i)    | Sharon Walsh      | Martina Navrátilová Pam Shriver      | 6-2, 5-7, 4-6 |         |
| 12.                                 | 1983-01-16 | WTA Houston         | tapijt (i)    | Jo Durie          | Martina Navrátilová Pam Shriver      | 4-6, 3-6      |         |
| 13.                                 | 1983-06-05 | WTA Beckenham       | gras          | Sharon Walsh      | Billie Jean King Ilana Kloss         | gedeeld       |         |
| 14.                                 | 1983-09-25 | WTA Richmond        | tapijt (i)    | Kathy Jordan      | Rosalyn Fairbank Candy Reynolds      | 7-6, 2-6, 1-6 |         |
| 15.                                 | 1983-10-02 | WTA Hartford        | tapijt (i)    | Kathy Jordan      | Billie Jean King Sharon Walsh        | 6-3, 3-6, 4-6 |         |
| 16.                                 | 1984-02-05 | WTA Houston         | tapijt (i)    | Sharon Walsh      | Mima Jaušovec Anne White             | 4-6, 6-3, 6-7 |         |
| 17.                                 | 1984-02-12 | WTA Chicago         | tapijt (i)    | Pam Shriver       | Billie Jean King Sharon Walsh        | 7-5, 3-6, 3-6 |         |
| 18.                                 | 1984-09-23 | WTA Fort Lauderdale | hardcourt     | Sharon Walsh      | Martina Navrátilová Elizabeth Sayers | 6-2, 2-6, 3-6 |         |
| 19.                                 | 1984-10-28 | WTA Brighton        | tapijt (i)    | Sharon Walsh      | Alycia Moulton Paula Smith           | 7-6, 3-6, 5-7 |         |
| 20.                                 | 1985-05-12 | WTA Sydney          | hardcourt (i) | Sharon Walsh-Pete | Pam Shriver Elizabeth Smylie         | 5-7, 5-7      |         |
| 21.                                 | 1985-10-27 | WTA Brighton        | tapijt (i)    | Helena Suková     | Lori McNeil Catherine Suire          | 6-4, 6-7, 4-6 |         |
| 22.                                 | 1986-02-02 | WTA Miami           | hardcourt     | Betsy Nagelsen    | Kathy Jordan Elizabeth Smylie        | 6-7, 6-2, 2-6 |         |
| 23.                                 | 1987-02-08 | WTA Wichita         | tapijt (i)    | Wendy White       | Svetlana Tsjerneva Larisa Savtsjenko | 2-6, 4-6      |         |
| verloren finales gemengd dubbelspel |            |                     |               |                   |                                      |               |         |
| 1.                                  | 1982-09-12 | US Open             | hardcourt     | Ferdi Taygan      | Anne Smith Kevin Curren              | 7-6, 6-7, 6-7 | details |
| 2.                                  | 1983-09-11 | US Open             | hardcourt     | Ferdi Taygan      | Elizabeth Sayers John Fitzgerald     | 6-3, 3-6, 4-6 | details |

## Resultaten grandslamtoernooien
| Legenda | Legenda                          |
| ------- | -------------------------------- |
| g.t.    | geen toernooi gehouden           |
| l.c.    | lagere categorie                 |
| –       | niet deelgenomen                 |
| G       | uitgeschakeld in de groepsfase   |
| 1R      | uitgeschakeld in de eerste ronde |
| 2R      | uitgeschakeld in de tweede ronde |
| 3R      | uitgeschakeld in de derde ronde  |
| 4R      | uitgeschakeld in de vierde ronde |
| KF      | uitgeschakeld in de kwartfinale  |
| HF      | uitgeschakeld in de halve finale |
| F       | de finale verloren               |
| W       | het toernooi gewonnen            |
| w-v     | winst/verlies-balans             |

### Enkelspel
| Toernooi        | 1978 | 1979 | 1980 | 1981 | 1982 | 1983 | 1984 | 1985 |    | 1987 | 1988 | 1989 |
| --------------- | ---- | ---- | ---- | ---- | ---- | ---- | ---- | ---- | -- | ---- | ---- | ---- |
| Australian Open | –    | –    | –    | 2R   | 3R   | 3R   | KF   | 2R   | –  | 4R   | 1R   |      |
| Roland Garros   | –    | –    | –    | –    | –    | –    | –    | 1R   | –  | –    | –    |      |
| Wimbledon       | 2R   | 1R   | 3R   | 4R   | KF   | KF   | 4R   | KF   | 2R | 4R   | –    |      |
| US Open         | 2R   | 3R   | 3R   | HF   | 2R   | 2R   | 4R   | 2R   | 1R | 4R   | –    |      |

### Vrouwendubbelspel
| Toernooi        | 1978 | 1979 | 1980 | 1981 | 1982 | 1983 | 1984 | 1985 |    | 1987 | 1988 | 1989 |
| --------------- | ---- | ---- | ---- | ---- | ---- | ---- | ---- | ---- | -- | ---- | ---- | ---- |
| Australian Open | –    | –    | –    | KF   | HF   | HF   | HF   | HF   | –  | HF   | 1R   |      |
| Roland Garros   | –    | –    | –    | –    | –    | –    | –    | –    | –  | –    | –    |      |
| Wimbledon       | 2R   | 2R   | 1R   | KF   | 2R   | HF   | HF   | KF   | –  | 2R   | 2R   |      |
| US Open         | –    | –    | –    | 1R   | F    | –    | KF   | KF   | 2R | 1R   | –    |      |

### Gemengd dubbelspel
| Australian Open | –  | –  | –  | – | –  | g.t. | 1R | –  |
| Roland Garros   | –  | –  | –  | – | –  | –    | –  | –  |
| Wimbledon       | 3R | 2R | 1R | – | –  | 1R   | 1R | 1R |
| US Open         | 1R | –  | F  | F | HF | –    | –  | –  |